# Черхув
Черхув (пол. Czerchów) — село в Польщі, у гміні Озоркув Зґерського повіту Лодзинського воєводства.
Населення — 277 осіб (2011).

## Демографія
Демографічна структура станом на 31 березня 2011 року:
|          | Загалом | Допрацездатний вік | Працездатний вік | Постпрацездатний вік |
| -------- | ------- | ------------------ | ---------------- | -------------------- |
| Чоловіки | 136     | 30                 | 95               | 11                   |
| Жінки    | 141     | 32                 | 77               | 32                   |
| Разом    | 277     | 62                 | 172              | 43                   |